# Prezero Recycling
Prezero Recycling AB, av företaget skrivet PreZero Recycling AB, tidigare Sita Sverige och Suez Recycling, är ett företag i återvinningsbranschen med huvudkontor i Ängelholm. Prezero erbjuder företag och verksamheter avfalls- och återvinningslösningar med fokus på effektivitet och långsiktig hållbarhet. 
Prezero är en del av den tyska koncernen Schwarz Group med återvinningsverksamhet i Sverige, Tyskland, Polen, Belgien, Nederländerna, Italien, Österrike och USA. I Sverige finns företaget på drygt 60 orter, med cirka 1100 medarbetare och fler än 50 återvinnings- och mottagningsanläggningar.
Prezero sköter avfallshanteringen åt cirka 40 kommuner i Sverige.

## Historia
Företaget har en lång svensk historia, som sträcker sig ända tillbaka till 1800-talet då Amandus Zacharias Leonard Sellberg börjar köra hushållsavfall med häst och vagn år 1882. År 2001 skedde en fusion mellan Sellbergs och företaget Miljöservice (bildat 1978 under namnet Skånemiljö) som ägdes av det franska företaget Sita, och Sita Sverige AB bildades. År 2015 fick företaget namnet Suez Recycling AB, i och med att alla företag som då ingick i den globala Suez-koncernen bytte namn till Suez.
Under år 2020 förvärvade det tyska företaget Prezero den svenska verksamheten (Suez Recycling AB) som sedan början av år 2021 verkar under det nuvarande och gemensamma namnet Prezero. 